# Domènec Mas i Serracant
Domènec Mas i Serracant (spanisch Domingo Mas (y) Serracant, zeitgenössisch auch Domingo Más y Serracán, * 1. Januar 1866 in Barcelona; † 19. Dezember 1944 ebenda) war ein spanischer Organist, Kapellmeister und Komponist aus Barcelona. Domènec Mas galt als herausragende Komponistenpersönlichkeit auf dem Feld der geistlichen Musik in Katalonien.

## Leben und Werk
Als Kind sang er im Chor der Kathedrale von Barcelona. Später studierte er bei Enrique Granados, Gabriel Balart, Felip Pedrell und Enric Morera.
Er leitete die Chorschule an der Kathedrale von Barcelona und war Organist und Chorleiter der Barceloneser Gemeinde Sant Agustí. Von 1893 an bis zu seinem Tode war er Organist und Kapellmeister an der Kirche Sant Pere de les Puelles. Ebenfalls in Barcelona unterrichtete er Klavier, Harmonie, Komposition, Musikformen und Musikgeschichte an der Academia Granados und an der Academia Marshall und amtierte als stellvertretender Leiter dieser Akademien. Er war Mitglied der Diozösankommission für Kirchenmusik des Bistums Barcelona und gründete und leitete die Fachzeitschriften Revista Parroquial de Música Sagrada (1927–1930, „Pfarrzeitschrift für Kirchenmusik“) und España Sacro-Musical (1930–1936).
Er komponierte in der Hauptsache geistliche Musik, darunter Requien, Messen, Motetten, Hymnen und ein mehrstimmiges Stabat mater. Darüber hinaus schuf er eine Sammlung ein- und zweistimmiger Orgelstücke (Cantemus Domine, 2 Bde.) und Harmonisationen katalanischer Volkslieder, die er in dem Werk La cançó popular a tret de mainada („Das Volkslied kindgerecht aufgearbeitet“) sammelte.